# Driss El-Mamoun
Driss El-Mamoun (en arabe : دريس المأمون), né en 1962, est un judoka marocain.

## Carrière
Driss El-Mamoun remporte la médaille d'argent dans la catégorie des moins de 66 kg aux Championnats d'Afrique de judo 1985 à Tunis. 
Il participe aux Jeux olympiques d'été de 1988 à Séoul, où il est éliminé en huitièmes de finale par le Néo-Zélandais Brent Cooper (en) en moins de 65 kg.
Il est médaillé de bronze dans la catégorie des moins de 65 kg aux Championnats d'Afrique de judo 1990 à Alger.